# Ostrogoth
Gli Ostrogoth sono un gruppo musicale heavy metal belga formatosi a Gand, nelle Fiandre Orientali, nel 1980.

## Storia del gruppo

### I primi album e lo scioglimento (1980-1988)

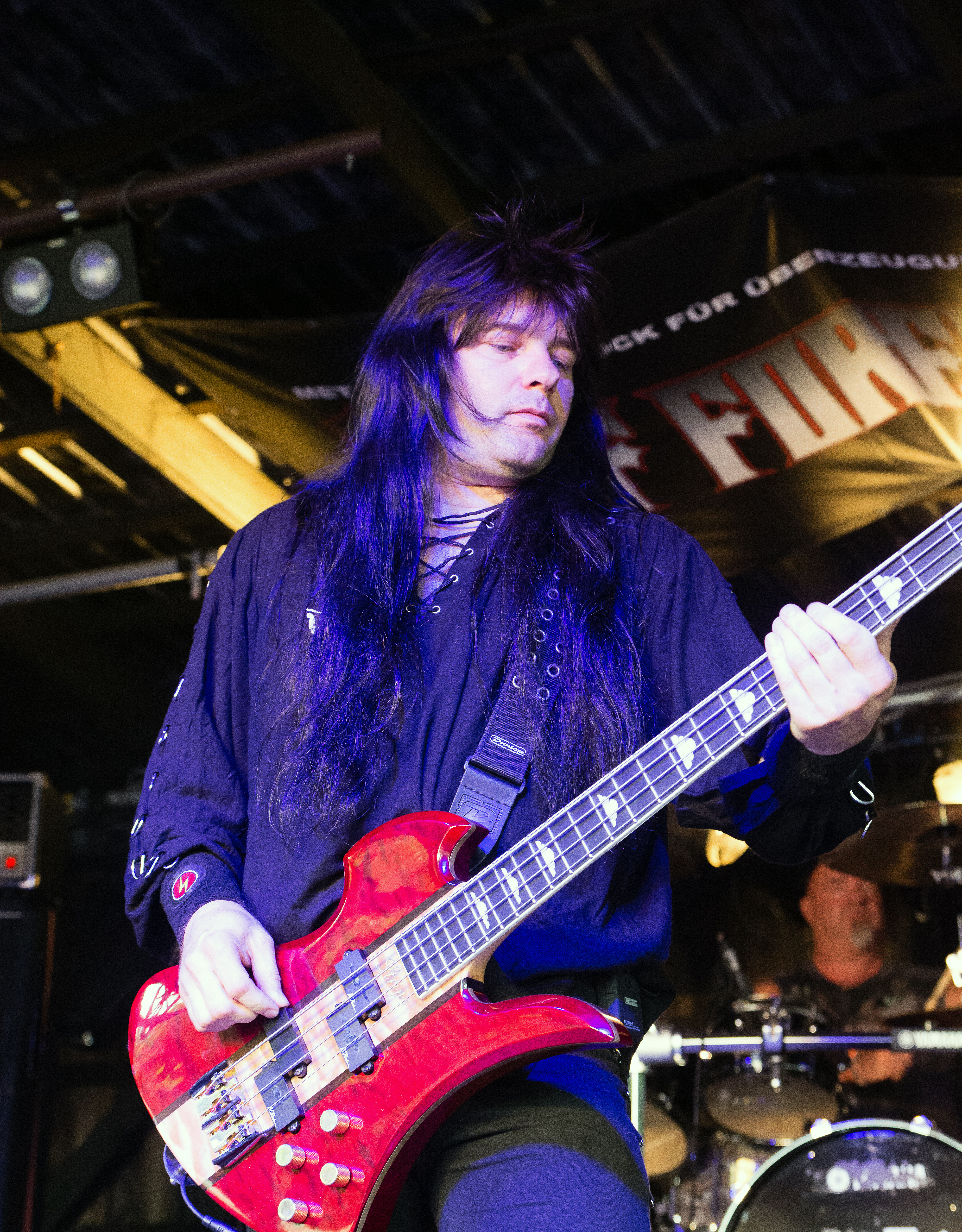
Stripe e Pauwels nel 2016

Le radici del gruppo nascono a metà degli anni settanta da una formazione chiamata Trash, dedita prevalentemente a cover di gruppi hard rock e blues rock americani, in cui militavano il batterista Mario Pauwels e il bassista Marnix van de Kauter, ai quali si aggiunse successivamente il chitarrista Jean-Pierre De Keghel. I membri di tale gruppo confluirono poi in un'altra band chiamata Stonehenge agli inizi del 1977, ma fu solo con l'arrivo del cantante Luc Minne che il quartetto si stabilì e cambiò il proprio nome in Ostrogoth nell'ottobre del 1980, venendo poi raggiunto nei primi mesi del 1981 da un altro chitarrista, Hans van de Kerckhove, con il quale venne registrato un primo demo nello stesso anno. Di lì a poco De Keghel abbandonò la band che tenne il suo primo concerto in Belgio il 26 luglio del 1981. Nel 1982 il gruppo ritornò a comprendere cinque elementi con l'ingresso del secondo chitarrista Rudy Vercruysse, che a breve divenne uno dei suoi principali compositori, e con l'avvicendamento dietro al microfono del nuovo frontman Marc De Brauwer, che sostituì Minne, nacque la prima formazione storica.
Il gruppo cambiò quindi la propria immagine (tutti i membri adottarono degli pseudonimi) e in breve venne registrato il primo lavoro, l’EP Full Moon's Eyes, che venne pubblicato a maggio del 1983, in seguito al quale il quintetto partecipò alla prima edizione del festival musicale Heavy Sound Festival. Due dei pezzi dell'EP vennero passati nei palinsesti di una radio locale chiamata Domino, e grazie ad essi il gruppo ottenne un primo contratto discografico con l'etichetta indipendente Mausoleum Records (che aveva già sotto la propria ala alcuni gruppi che divennero poi nomi storici della scena metal belga, come Crossfire e Killer), per la quale l’anno seguente uscì il loro primo album in studio, Ecstasy and Danger, il quale vide la band orientarsi verso le sonorità tipiche della NWOBHM. La registrazione del successivo Too Hot, che venne dato alle stampe dalla stessa label nel 1985, richiese due mesi di tempo, e portò gli Ostrogoth a condividere il palco anche con formazioni più importanti come i Def Leppard e i Manowar.
Sul finire dell'anno avvennero i primi cambiamenti nella formazione: il bassista e fondatore van de Kauter abbandonò la band per ragioni familiari, seguito poco dopo dal chitarrista van de Kerckhove, che decise di trasferirsi in Germania per dedicarsi alla sua carriera accademica; i due furono sostituiti rispettivamente da Pierre Villafranca e Junao Martins. Vercruysse e Pauwels, desiderosi di spostare il sound della band su influenze più pulite e melodiche, introdussero nella formazione anche un tastierista, Kriss Taerwe. Verso la fine del 1986 il cantante De Brauwer, insoddisfatto dei recenti cambiamenti e volendosi dedicare ad altri tipi di sound, abbandonò la band, che lo sostituì con Peter De Wint, già cantante dei Crossfire. Con quest'ultimo, nel 1987, il gruppo realizzò il terzo album Feelings Of Fury.
I concerti che seguirono l’uscita del disco furono eseguiti con il bassista Sylvain Cherotti subentrato a Villafranca, ma la difficoltà nel trovare equilibrio e mantenere l'entusiasmo dopo i continui cambi di formazione, uniti a problemi nel gestire l'aspetto live (Martins era brasiliano e sprovvisto di passaporto, cosicché un tour previsto per l'Unione Sovietica fu cancellato in extremis) portò gli Ostrogoth a sciogliersi nell’estate del 1988. Pauwels, Martins e Cherotti formarono una nuova band chiamata Hermetic Brotherhood, con i quali realizzarono un album, mentre De Wint e Taerwe confluirono nei Mystery, con Vercruysse che invece si ritirò temporaneamente dalle scene.

### Il ritorno in attività (2002, 2010-presente)

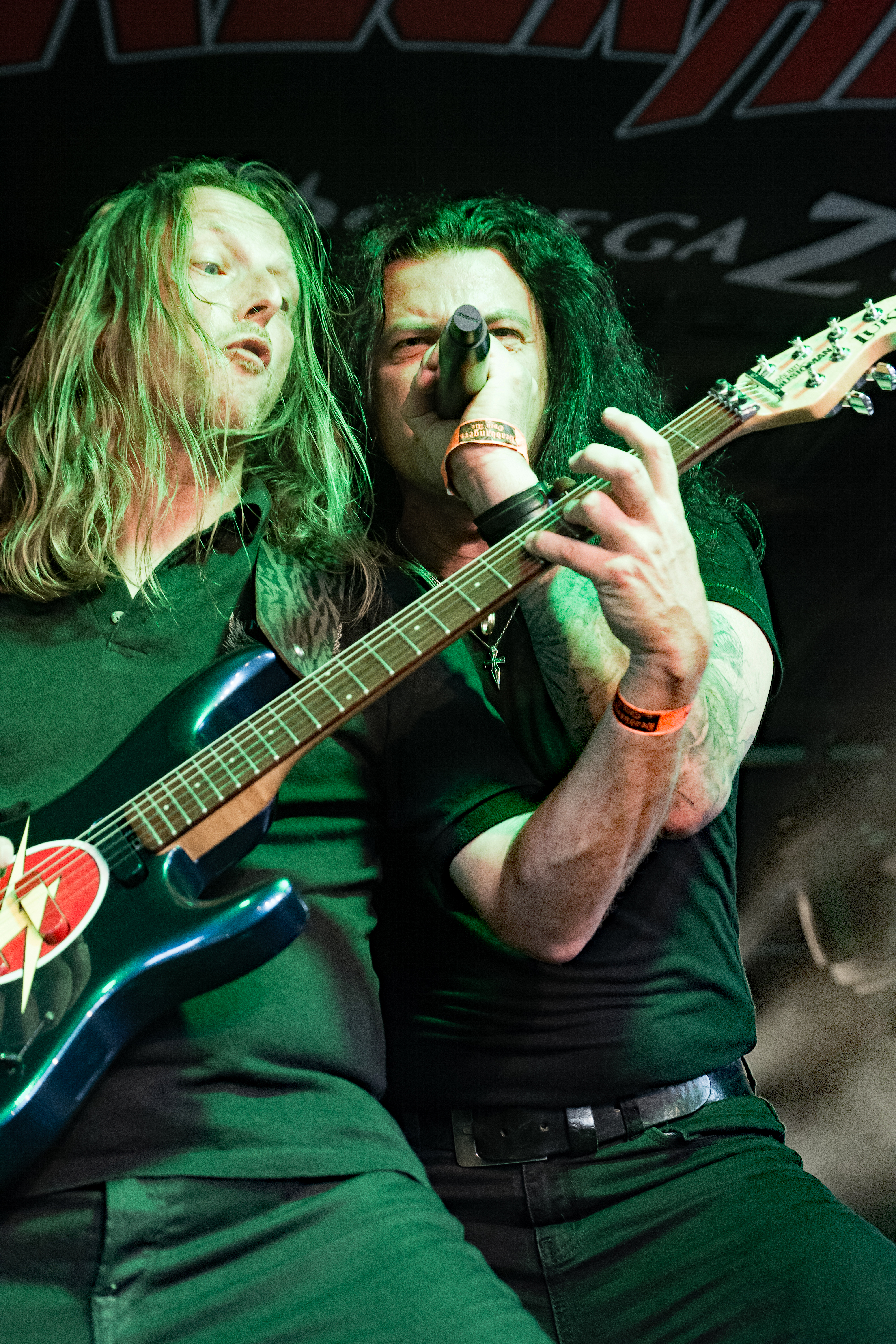
Frodo e Hindrix nel 2016

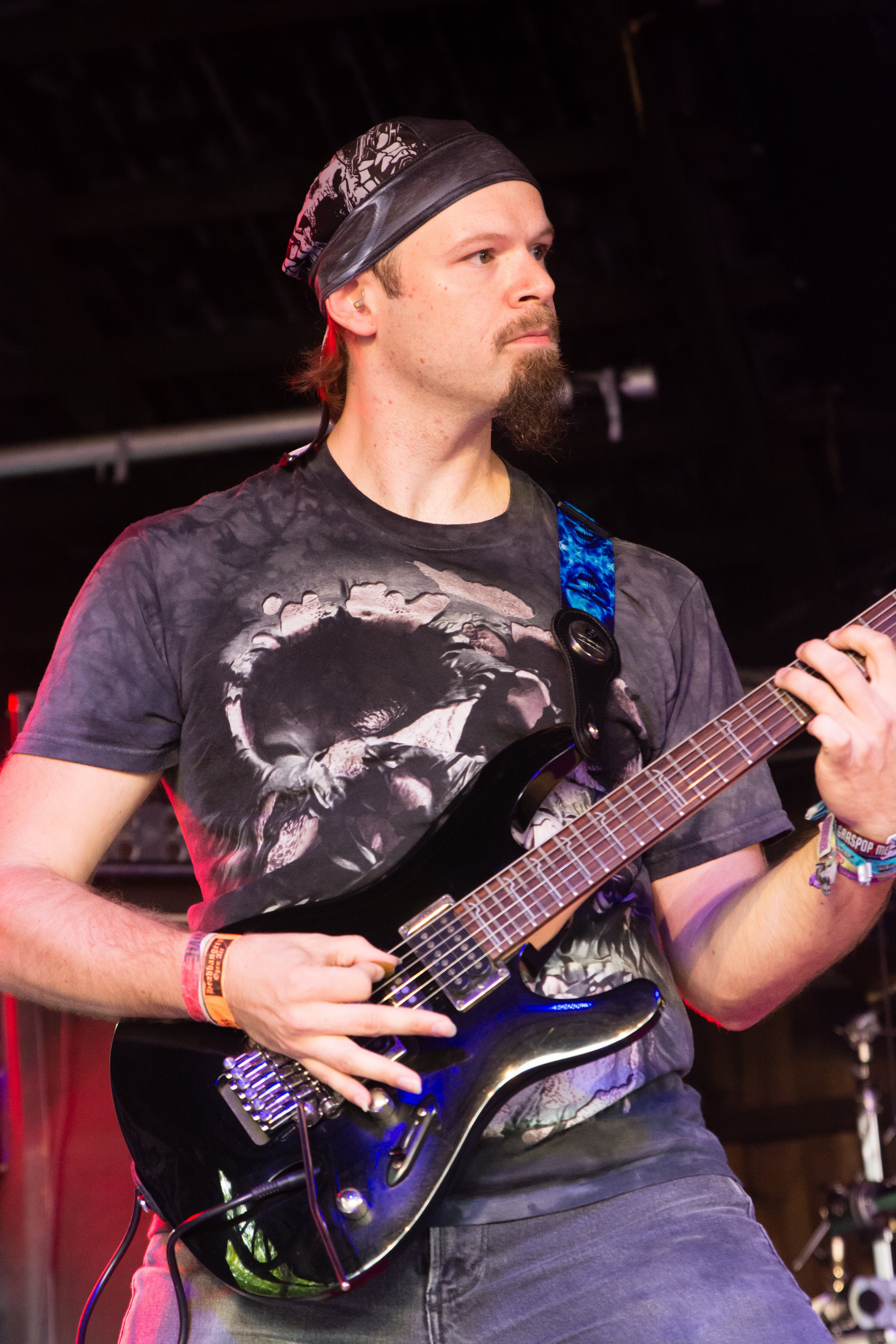
Tom Tas nel 2016

Nel 2002 la Mausoleum Records celebrò il ventesimo anniversario dalla fondazione e per l’occasione, oltre a ristampare i loro primi lavori, organizzò un concerto cui presero parte i membri storici di Killer e Ostrogoth; questi ultimi si presentarono con una formazione composta da Pauwels, Vercruysse, van de Kauter e Martins, con de Brauwer e De Wint che si alternarono al microfono esibendosi in alcuni dei pezzi più noti della band. A tale evento seguì una manciata di date da parte del gruppo.
La reunion vera e propria prese forma però solo nel 2010, quando il gruppo partecipò al festival belga Ages Of Metal con una nuova formazione (Vercruysse, Pauwels, de Brauwer, van de Kauter ed il chitarrista Guy Van Eeckhoute, subentrato a Junao Martins poco prima dell'esibizione). Nel marzo del 2011, con l’aggiunta del chitarrista Dario Frodo, gli Ostrogoth vennero annunciati come headliner del famoso festival greco Up the Hammers, a seguito del quale de Brauwer si ritirò venendo sostituito dal nuovo vocalist Josey Hindrix. Nel 2012 la band si esibì al Keep It True, in Germania.
Verso la fine del 2013  il bassista 'Bronco' decise di lasciare il gruppo e il suo poste venne preso da 'Stripe', il quale cominciò ad esibirsi con la band da aprile dell’anno successivo. Nello stesso periodo cominciarono a realizzare del nuovo materiale e lo suonarono in anteprima durante alcuni concerti, che li videro esibirsi per la prima volta anche in Italia e li impegnarono fino alla fine dell’anno. Alcune di queste esibizioni videro la partecipazione del chitarrista Geert Annys a causa dei problemi di salute che afflissero Rudy 'WhiteShark' Vercruysse.
Quest'ultimo, all’inizio del 2015, morì a causa della sua malattia dopo aver registrato l’EP Last Tribe Standing, che uscì lo stesso mese tramite la Empire Records.
Il tour che seguì li tenne impegnati sino al 2017 e li vide esibirsi in vari concerti, tenutisi negli Stati Uniti e in Europa, inizialmente con Geert Annys, e dalla seconda metà del 2016 con il chitarrista Tom Tas.

## Formazione

### Formazione attuale
- Josey Hindrix – voce (2012-presente)
- Dario Frodo (Glenn Ployaert) – chitarra (2011-presente)
- Tom Tas – chitarra (2016-presente)
- 'Stripe' – basso (2012-presente)
- Mario Pauwels – batteria (1980-1986, 2002, 2010-presente)

### Ex componenti
- Luc Minne – voce (1980-1982)
- Marc 'Red Star' De Brauwer – voce (1980-1986, 2002, 2010-2011)
- Peter De Wint – voce (1986-1988, 2002)
- Jean-Pierre De Keghel – chitarra (1980-1981)
- Hans 'Sphinx' Vandekerckhove – chitarra (1981-1986)
- Rudy 'WhiteShark' Vercruysse – chitarra (1982-1988, 2002, 2010-2014)
- Junao Martins – chitarra (1986-1988, 2002)
- Geert Annys – chitarra (2014-2016)
- Marnix 'Bronco' Van De Kauter – basso (1980-1986, 2002, 2010-2013)
- Pierre Villafranca – basso (1986-1987)
- Sylvain Cherotti – basso (1987-1988)
- Kriss Taerwe – tastiera (1986-1988)

## Discografia

### Album in studio
- 1984 – Ecstasy and Danger
- 1985 – Too Hot
- 1987 – Feelings of Fury
- 2015 – Last Tribe Standing

### EP
- 1983 – Full Moon's Eyes